# Sixt-sur-Aff
Sixt-sur-Aff is een gemeente in het Franse departement Ille-et-Vilaine (regio Bretagne). De plaats maakt deel uit van het arrondissement Redon. Sixt-sur-Aff telde op 1 januari 2022 2.222 inwoners.

## Geografie
De oppervlakte van Sixt-sur-Aff bedroeg op 1 januari 2022 42,5 vierkante kilometer; de bevolkingsdichtheid was toen 52,3 inwoners per km².

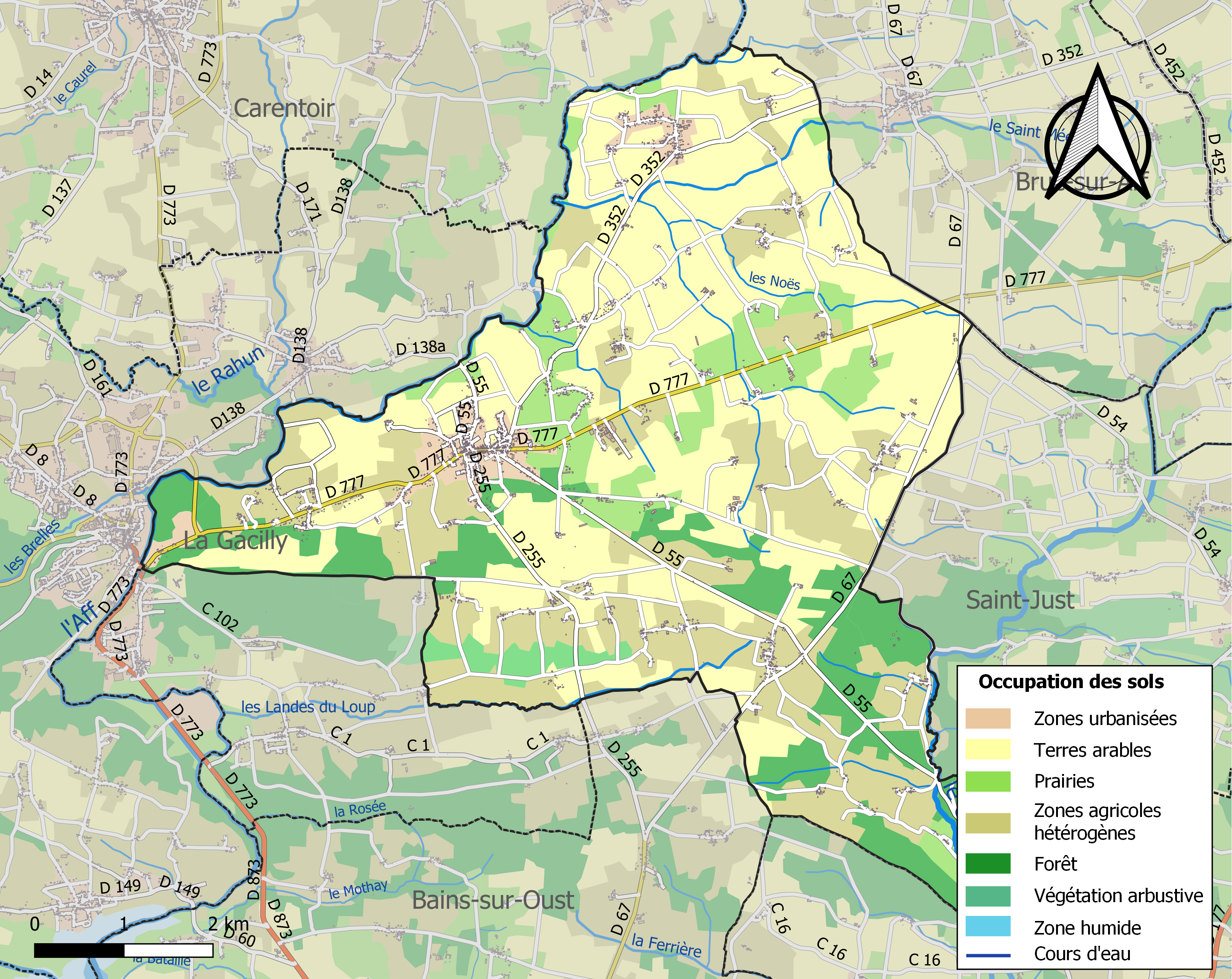
Kaart van de gemeente met belangrijkste infrastructuur, bodemgebruik en omliggende gemeenten

## Demografie
Onderstaande figuur toont het verloop van het inwonertal, bron: INSEE-tellingen. 